# 杰弗里·登奇
杰弗瑞·丹奇（英語：Jeffery Dench，1928年4月29日—2014年3月27日），是一名英国导演，他最出名的作品都在与皇家莎士比亚剧团的合作中，他是演员朱迪·丹奇的哥哥。
2014年3月27日，他因病去世，享年85岁。